# Mariya Sherstiuk
Mariya Sherstiuk (en ucraniano: Марія Шерстюк; 2 de agosto de 1999) es una deportista ucraniana que compite en ciclismo de montaña en la disciplina de campo a través. Ganó una medalla de bronce en el Campeonato Mundial de Ciclismo por Eliminación de 2025.

## Medallero internacional
| Campeonato Mundial | Campeonato Mundial | Campeonato Mundial | Campeonato Mundial |
| Año                | Lugar              | Medalla            | Competición        |
| ------------------ | ------------------ | ------------------ | ------------------ |
| 2025               | Sakarya (Turquía)  | Medalla de bronce  | Eliminación        |